# Izbično
Izbično je naseljeno mjesto u gradu Širokom Brijegu, Federacija Bosne i Hercegovine, BiH. Smješteno je na sjeverozapadu Širokog Brijega podno brda Varda. Župa Sv. Josipa radnika pored Izbična obuhvaća još Donju i Gornju Britvicu, te zaseok Solde iznad Izbičkog polja, koje pripada mjestu Donjem Crnču. Ostali zaseoci u Izbičnu su Crnjci, Hrkaći, Pavkovići i Tribošić.
Još 1867. se Izbično spominje kao naselje, ali se župa osniva tek 1917. godine. Njen prvi župnik biva fra Jozo Bencun. Od tada Izbično izrasta u jedno od najznačajnijih naselja općine Široki Brijeg, s više od 400 stanovnika u župi. Nalazi se na otprilike 600 metara nadmorske visine, oko 10 kilometara od središta grada.
Svake godine, 16. kolovoza slavi se Izbičijada, gdje se okupljaju ljudi koji su rođeni u Izbičnu, kao i ostali gosti. Rastući iz godine u godinu, privlači više tisuća posjetitelja. U Izbičnu djeluje i lokalno kulturno-umjetničko društvo Brda, osnovano 2007. godine. U mjestu se svake godine obilježava obljetnica mučeništva dviju Dragica Pavković iz Izbična.

## Povijest
Povijest Hercegovine, a gotovo i cijele Bosne, usko vezana i čini i povijest Hrvatske i Hrvata općenito, a tu je širokobriješka kotlina. U toj kotlini i pokrajini se nalazi također Izbično. Stoga sva ranija povijest Hercegovine i Širokoga Brijega je ujedno povijest Izbična. Ovo je povijest Izbična od postanka župe pa nadalje.

### Osnivanje župe
Shematismus fra Petra Bakule iz 1867. godine o Izbičnu govori samo onoliko koliko se spominje uz Široki Brijeg. Ista je stvar i sa Šematizmom fra Martina Mikulića iz 1903. godine. Donekle je i logično jer tada župa još nije ni postojala. 1867. godine se spominje da je Izbično imalo 46 obitelji u kojima je živio 291 član. Župa je utemeljena 1917. godine.
Župa Izbično se četvrta odcijepila od matične župe Široki Brijeg. U sastavu župe bila su naselja: Izbično, Donja i Gornja Britvica, zaselak Solde u Donjem Crnču i zaselak Tribošić u Donjoj Britvici. Britvica i Izbično, dva sela, u blizini planina Čvrsnice i Čabulje, potpadala su pod župu Široki Brijeg. Ta su sela htjela osnovati svoju župu, jer su previše bili udaljeni od središta župe. Definitorij Franjevačke provincije odobrio je njihov zahtjev 12. travnja 1918. Tada Definitorij iste Provincije određuje novoga župnika fra Jozu Bencuna iz Međugorja. 
Unatoč utemeljenju župe, Izbično još nije imalo žitelja i obitelji unutar novonastale župe. To će se tek dogoditi tridesetih godina prošloga stoljeća, što je donekle bilo i razumljivo jer su se tada još stvarali uvjeta za život. Njen prvi župnik je bio fra Jozo Bencun. Ostao je sve do 1939., a počeo je utemeljivati župu i župnu kuću, crkvu i crkvice, odnosno groblja i kapelice po grobljima. Više je puta dolazio i odlazio iz Izbična, pa je zato njegov trud još cijenjeniji jer je bilo teško utemeljiti jednu novu župu, koja se na početku zove Britvica i nakon pet godina Izbično.

### Prvi župnici
Fra Bencun je došao 1917. godine u Izbično, odnosno u Britvicu. Poslan je po razmještaju osoblja u Britvicu 1917., a to se ponovilo sve do 1922. Jedino se odstupilo od toga 1921. kada je Bencun bio u nesporazumu i s novim župljanima i sa svojim starješinstvom, pa je jednu godinu bio premješten na Široki Brijeg.
Ova priča ili tvrdnja o nazivu župe Britvica, osim što ima temelje u dokumentima ima svoje temelje i u logici stvari onoga vremena. Naime kada se trebala bilo gdje u selu ili mjestu graditi crkva, župni stan, škola ili bolnica i sl., ako nema strogoga središta onda se središte tražilo i određivalo da bude upravo u sredini. Ta sredina je ponekad bila pravedna, a nekad sporna. Tako je bilo predloženo da župno središte bude kod državne čatrnje na Vlakama u Gornjoj Britvici. Tu je logika sredine župe jer je tada bila i Žečevina i Cerovi Dolac (do 1958.) u sastavu župe. Stoga, ako se uzme u obzir veličina župe, to je bila sredina. Međeutim, to je propalo jer je župnik fra Jozo oštro reagirao i čak se zamjerio glavarima zbog svoje grube izjave. On je rekao da fratar - svećenik nije „ćuko“, te da i njemu treba „komšiluk“, a druga je i ta tko će sagraditi u pustinji bez puta i ljudi kuću i crkvu. Bencun je pobijedio u tom sporu. 
Bencun je u tri navrata bio župnik Izbična, zapravo jedini župnik Britvice i dva puta župnik Izbična. Međutim, druga logika sredine župe je bila kod Tribošića prema Hrkaćima. I tu je jednako bunar i voda. No, i to je propalo. Treća mogućnost nekakvoga središta župe je bila zagovarana na današnjem središtu Izbična, kako se kaže kod mejane. Propalo je i to. Onda je odlučio izvor Žabljak i njegova živa voda. Poklonjena je njiva franjevcu uz sami izvor u Jezeru, ali i zemljište za crkvu i kuću na brežuljku kod Pavkovića otprilike 500m zračne linije južno od izvora. I to je presudilo. U Izbičnu je 1923. počela izgradnja župnoga ureda i stana za župnika. Župnik se konačno dogovorio sa župljanima oko darivanja zemljišta na sadašnjem mjestu. 
Jozo Bencun odlazi za župnika u Gabelu netom što je malo ustrojio župu, napravio kapelicu i kuću dobrano dovršio. U Izbično dolazi novi župnik fra Ante Šola – Sladojević. Bavio se izrađivanjem predmeta od drveta. Ante Šola ostaje u župi dvije godine, zatim ubrzo umire. Fra Jozo Bencun dolazi ponovno u Izbično za župnika. Nastavlja raditi na dobrobit mjesta i vjernika. Između dva rata natalitet je veoma visok, mortalitet dosta nizak, prirast sela veoma velik. 

### Drugi svjetski rat i poraće
Župa posjeduje matice krštenih, vjenčanih i umrlih od samoga osnutka iako su ih komunistički pismenjaci, nažalost naših krajeva, uništili. Matice su trenutno u Sveučilišnoj Biblioteci u Zagrebu na uvezivanju, sređivanju i snimanju. Međutim i Talijani su kumovali pljačkom arhiva 1944. i odnošenjem svega što se dalo odnijeti. Matice su kasnije vraćene u Izbično.
Drugi svjetski rat pogodio je i Izbično; 62 župljana je izgubilo živote. 1945. godine, partizani su odveli i ubili fratre Jozu Bencuna, Anđelka Nuića, Metoda Puljića, Nevinka Mandića i Bonu Andačića. Marko Dragićević je bio jedan od franjevaca koji su se čudom spasili; on kasnije postaje izbičkim župnikom.
U poratno vrijeme i župa Izbično gubi svoje stanovnike, mladi ih napuštaju; popratna pojava je postupni pad nataliteta. Ipak poratni prirast nije malen: više stotina osoba.  Međutim, toga predratnog i poratnog prirasta nema. Već 40 i više godina župa je gotovo na istom broju. Bar 1000 Izbičana je kroz to vrijeme napustilo svoj kraj. Iseljavanje su barem donekle usporili i ublažili rudnici boksita. Tu su mnogi našli radno mjesto; drugi su ga potražili u drugim zemljama i mjestima, najčešće Zagrebu ili Njemačkoj. 

### Novija povijest
Dok je župnji stan 1923. godine sagradio prvi župnik Jozo Bencun, župnu crkvu gradi fra Željko Zadro od 1964. do 1966. Ograđena su i uređena groblja s kapelicama. Renovacija crkve, koja je dobila današnji izgled, započeta je 1977. godine.
U Domovinskom ratu i Ratu u Bosni i Hercegovini, također se našao velik broj žitelja Izbičana. Na sreću, nije bilo nesreća i zločina kojih bi se moglo usporediti s onima iz Drugoga svjetskog rata koji su pogodili selo. 
Danas, Izbično je jedna od većih župa na području općine Široki Brijeg, s oko 500 stanovnika. Njen trentutni župnik od 2005. godine je fra Franjo Mabić. Za njegovo su se vrijeme sagradile dvije crkve, u Gornjoj i Donjoj Britvici, kao i mnoga druga infrastrukturalana djela.

## Župnici
Izbička je župa u svojih stotinjak godina promijenila 13 župnika. Svi su bili franjevačkog reda. Prvi župnik nakon utemeljenja župe bio je Jozo Bencun. On je ujedno i najduže obnašao dužnost izbičkog župnika; u dva mandata proveo je 20 godina u selu. Između njegova dva mandata, djelovao je Ante Šola - Sladojević. Njegov mandat od dvije godine bio je najkraći, uz onaj Anđelka Nuića. Također, Bencun, Nuić i Metod Puljić bili su jedni od pobijenih hercegovačkih franjevaca 1945. godine od strane jugoslavenskih partizana. Kao posljedica, župa je četiri godine nakon drugog svjetskog rata bila bez župnika, dok u Izbično nije stigao Milivoj Bebek.
Trenutačno župu vodi fra Robert Kiš, rodom iz Mostara. On dolazi nakon iznenadne smrti dotadašnjeg župnika fra Franje Mabića, koji je preminuo 27. travnja 2015. u izbičkoj župnoj kući od srčanog udara. Mabić, koji je dužnost preuzeo 2005. godine, jedan je od najproduktivnijih župnika Izbična, sagradivši dvije crkve i napisavši više knjiga o Izbičnu i dvjema Dragicama Pavković. Njegov župnički mandat od deset godina je drugi najduži u povijesti župe, nakon Joze Bencuna.
| #   | Župnici župe Izbično       | Godina        |
| --- | -------------------------- | ------------- |
| 1.  | Fra Jozo Bencun            | 1917. – 1926. |
| 2.  | Fra Ante Šola (Sladojević) | 1926. – 1928. |
|     | Fra Jozo Bencun            | 1928. – 1939. |
| 3.  | Fra Anđelko Nuić           | 1939. – 1941. |
| 4.  | Fra Metod Puljić           | 1941. – 1945. |
|     | župa bez župnika           | 1945. – 1949. |
| 5.  | Fra Milivoj Bebek          | 1949. – 1958. |
| 6.  | Fra Željko Zadro           | 1958. – 1966. |
| 7.  | Fra Čedo Škrobo            | 1966. – 1969. |
| 8.  | Fra Teofil Leko            | 1969. – 1977. |
| 9.  | Fra Marko Dragićević st.   | 1977. – 1982. |
| 10. | Fra Dinko Maslać           | 1982. – 1991. |
| 11. | Fra Nedjeljko Martinović   | 1991. – 1998. |
| 12. | Fra Drago Čolak            | 1998. – 2005. |
| 13. | Fra Franjo Mabić           | 2005. – 2015. |
| 13. | Fra Robert Kiš             | 2015.–        |

## Zemljopis

### Položaj
Župa Izbično je smještena na sjeverozapadnom dijelu općine Široki Brijeg. Sa svoje južne strane graniči sa selom Dobrkovići a kanjon Brine dijeli je od sela Ljubotići te sa zapadne strane Crnih Lokava, dok joj je istočni susjed župa Crnač.

### Reljef
Izbično je brdo, na otrpilike 600 m nadmorske visine, iako visina varira u zaseocima. Na istočnoj strani nalazi se izbičko Polje, poznato jer se na njemu obilježava Izbičijada. Iznad Polja je brdo Varda, koje seže do 1000 metara nadmorske visine. U blizini je i izbičko Jezero, koje je u zimskim danima ispunjeno vodom, dok ljeti presuši. Na zapadu, nalazi se kanjon Brina, kroz koji protječe rijeka Ugrovača.

### Klima
Klima u Izbičnu je umjereno-topla; ljeta su poprilično topla dok su zime hladne i najčešće popraćene snijegom.

## Stanovništvo
Župa Izbično je, po podatcima iz 2007. godine, imalo 470 žitelja u 149 obitelji. Dakle, ako se oduzmu žitelji Donje i Gornje Britvice, Izbično je kao naseljeno mjesto sa svojim zaseocima imalo 288 stanovnika. Prema podacima krštenih i umrlih od 1991. do 2007. ukupno je kršteno 86, a umrlo 123 osobe. Dakle, prirodni prirast je negativan za 37 u 17 godina.

### 1991.
Nacionalni sastav stanovništva 1991. godine, bio je sljedeći:
ukupno: 315
- Hrvati - 313
- ostali, nepoznati i neopredijeljeni  - 2

### 2013.
Nacionalni sastav stanovništva 2013. godine, bio je sljedeći:
ukupno: 196
- Hrvati - 196

## Crkve i spomenici

### Izbično
U Izbičkom selu Pavkovići se nalazi i glavna župna crkva Sv. Josipa Radnika, te spomenik žrvama Domovinskog rata ispred crkve. Crkva je, uz velike blagdane, najispunjenija na blagdan Sv. Ivana, ili lokalno Ivanjdan. Osim Ivanjdana, u Izbičnu se također slavi blagdan Sv. Josipa 1. svibnja, kao dan župe.
Crkva je nakon dvije gradnje bila dovršena 1966. godine. Sagrađena je na mjestu stare crkvice, koja je postojala još od nastanka župe. Obnovu crkve provodi fra Željko Zadro. Nakon što je Zadro započeo obnavljanje, bolest ga je spriječila u dovršetku. Današnji izgled crkva dobiva 1977. godine
Izbičani su 1998. godine podigli spomenik za 68 žrtava II. svjetskog rata i 11 žrtava Domovinskog rata. Iz kružnog temelja spomenika izrasta okomica jednog stupa i dva kamena krila koji simboliziraju uzlet u vječnost. Među njima je uglavljen hrvatski pleter s grbom, a iznad je sedam križeva, koji kao cjelina podsjećaju na trn (simbol Isusove patnje).

### Ostala mjesta
Od građevina u Gornjoj Britvici najznačajnija je nova crkva. Nakon dugogodišnje gradnje, dovršena je 2008. godine. Gradnju je započeo fra Drago Čolak, a završio aktualni župnik fra Franjo Mabić. Crkva u Donjoj Britvici je, kao i crkva u Gornjoj Britvici započeta s fra Čolakom, a dovršena s fra Mabićem.

## Kultura

### HKUD "Brda"
Hrvatsko kulturno umjetničko društvo Brda–Izbično (HKUD "Brda") osnovano je 21. siječnja 2007. godine s osnovnim ciljem očuvanja, ostvarivanja i unaprjeđenja kulturno umjetničke djelatnosti sukladno ciljevima i zadacima utvrđenim statutom i drugim programskim aktima Društva.

### Školstvo
Školstvo na području Izbična i prije nego što je postalo župa ima svoje značajno mjesto zahvaljujući velikim prosvjetiteljima fra Didaku Buntiću i fra Dominiku Mandiću, koji se uključio u organiziranje školstva kao mladi svećenik. Uvjeti su bili loši u to vrijeme, ali važnost opismenjavanja se nije mogla zaustaviti. To su zdušno prihvaćali u izbičkim obiteljima i zavidno napredovali kako kazuju dokumenti. Veoma se rano vidi da je pismenost ušla jednako i u Donju i Gornju Britvicu kada i u Izbično, odnosno jednako drugim krajevima širokobriješke kotline. Bilo je puno više dobre volje i smisla za žrtvu, odnosno korist pismenosti nego što je bilo uvjeta za neko „normalno“ školovanje.
U Izbičnu, Donjoj i Gornjoj Britvici, 1950. godine, četverorazredne osnovne škole počele su raditi u privatnim zgradama i to u Izbičnu u kući Dobroslava Crnjca, u Donjoj Britvici u kući Mate Solde, te u Gornjoj Britvici u kući Bože Solde. 1951. godine, Osnovna škola u Izbičnu preselila se u vlastitu zgradu. 

### Izbičijada
Izbično je poznato i po kulturno zabavnoj i sportskoj manifestaciji zvanoj Izbičijada ili Izbička večer, koja se održava svake godine 16. kolovoza, dan nakon Velike Gospe, ujedno i dana grada Širokog Brijega.
Riječ je o manifestaciji koja okuplja domaće i raseljene mještane kao i prijatelje ovog mjesta ljude željne zabave i druženja. Izbičijada se održava od 1997. godine, a poznata je i po visokim uzvanicima, poput Kardinala vrhbosanskog Vinka Puljića.
Program Izbičijade obično počinje ranih popodnevnih sati i dijeli se u dva dijela: prvi je misno slavlje u župnoj crkvi i na grobovima dviju Dragica Pavković; dok je drugi dio kulturna, zabavna i športska priredba na velikom Izbičkom polju, gdje se održavaju nogometne utakmice i natjecanja u starim sportovima (npr., potezanje klipa, bacanje kamena s ramena, potezanje konopa, itd.) Poslije sportskog slijedi bogati kulturno-zabavni program. Dosad je održana svaka Izbičijada, unatoč kišnim nevremenima u nekoliko navrata. Najsvečanija je bila jubilarna deseta, kada se ujedno proslavilo i 90 godina osnutka Župe Izbično i 60 godina od mučeničke smrti dviju Dragica Pavković. Misno slavlje predvodio je nadbiskup vrhbosanski Vinko Puljić.
- Utakmica na Izbičijadi 2008..
- Kardinal vrhbosanski Vinko Puljić, na Izbičijadi 2007.

### Mučeništvo dviju Dragica
Mučeništvo dviju djevojki, obiju imena Dragica Pavković, dogodilo se tijekom 2. svjetskog rata od strane jugoslavenskih partizana. Započelo je kada je jedna od tzv. udbašica čijega su brata ubili partizani, poručuje poslije povratka s Popova Polja da će biti racija i traženje njihove braće škripara. Tim činom počinje mučeništvo 1. studenog 1947. godine. Prvu Dragicu na Sve Svete 1947. odvode u polje i tamo je muče sustavno. Svjedoci kažu da su je svih tih zimskih i prehladnih dana po noći skidali golu i noću je po nekoliko puta polijevali vodom da se voda na njoj mrzla, i uvijek postavljali pitanja o škriparima. 
Njena sudruga i sumučenica je bila mlada djevojka identičnoga imena. Uhićena je da bi odala gdje joj se brat nalazi kao bjegunac - škripar, također na blagdan Svih Svetih 1947. Nju su odveli u mjesni zatvor u oskvrnjenom Župnom uredu u Izbičnu i strijeljana je 12. prosinca. 
Grob dviju dragica nedaleko je od izbičke crkve, a pohodi se svake godine prije Izbičke večeri u "Polju". Grobovi su obnovljeni u lipnju 2012. s dva velika spomenika i oltarom. Također, svake se godine obilježava obljetnica mučeništva. Misa na grobovima dviju mučenica održava se svake godine 12. prosinca.

## Šport
Izbično nema profesionalni nogometni klub. Predstavnici mjesta sudjeluje u malonogometnom natjecanju Liga mjesnih zajednica Širokog Brijega, koje se održava svakog ljeta na školskom igralištu u širokobriješkom Klancu. Do sada ekipa Izbična nije nijednom osvojila naslov lige.
Od izbičkih športaša, ističe se Antonio Soldo, vratar NK Širokog Brijega.

## Poznate osobe
- fra Serafin Hrkać, hercegovački franjevac, filozof i klasični filolog
- don Pavao Crnjac, svećenik i hrv. pisac (rođen u Dolinama, Donja Vast, Uzdol, podrijetlom je s Tribošića)[12]
- Antonio Soldo, nogometni vratar

## Vanjske poveznice
- Izbično online - Službena stranica